# Charltoniada acrocapna
Charltoniada acrocapna är en fjärilsart som beskrevs av Turner 1911. Charltoniada acrocapna ingår i släktet Charltoniada och familjen Crambidae. Inga underarter finns listade i Catalogue of Life.